# Jean Lorrah
Jean Lorrah (nacida en 1940) es una autora estadounidense de ciencia ficción y fantasía. Ha producido varias novelas de Star Trek, frecuentemente con su socia escritora y comercial Jacqueline Lichtenberg. Su más reciente el trabajo con Lichtenberg es en el Universo Sime~Gen. Su serie de fantasía The Savage Empire, de la década de 1980, es en su mayor parte un trabajo en solitario.
Lorrah enseñó inglés en la Universidad Estatal de Murray de 1968 a 2008  y recibió su doctorado                         en la Universidad Estatal de Florida. Fue la primera profesora de doctorado contratada en la MSU que no se dedicaba al ámbito de la enfermería o la economía doméstica.

### Serie "Imperio Salvaje"
- Savage Empire (1981)
- Dragon Lord of the Savage Empire (1982)
- Captives of the Savage Empire (1984)
- Flight to the Savage Empire (1986) (con Winston Howlett )
- Sorcerers of the Frozen Isles (1986)
- Wulfston's Odyssey (1986) (con Winston Howlett )
- Empress Unborn (1988)
- Dark Moon Rising (ómnibus) (2004): colección reimpresa de las tres primeras novelas
- Prophecies (ómnibus) (2004) - colección reimpresa de la cuarta y quinta novelas

### Serie "Nessie" (con Lois Wickstrom )
- Nessie and The Living Stone (2001)
- Nessie and the Viking Gold (2003)

### Serie "Sime~Gen"
- First Channel (1980) (con Jacqueline Lichtenberg)
- Channel's Destiny (1982) (con Jacqueline Lichtenberg)
- Ambrov Keon (1985)
- Zelerod's Doom (1986) (con Jacqueline Lichtenberg)
- The Unity Trilogy (2003) (ómnibus) (con Jacqueline Lichtenberg)

### Novelas que no son series
- Pandora No 6 (1980)
- Blood Will Tell (2001)

### Contribuciones a la serieStar Trek

#### Star Trek
- Full Moon Rising (1976)
- The Night of the Twin Moons (1976)
- Epilogue: Part I (1977)
- Epilogue: Part II (1978)

#### Star Trek :La serie original
- The Vulcan Academy Murders (1984)
- The IDIC Epidemic (1988)

#### Star Trek: The Next Generation
- Survivors (1988)
- Metamorphosis (1990)